# Arthur Plantagenet
Arthur Plantagenet, 1. vikomt Lisle (Arthur Plantagenet, 1st Viscount Lisle) (1461/1475, Calais, Francie – 3. března 1542, Tower, Londýn, Anglie) byl anglický dvořan, politik a vojevůdce, nemanželský syn krále Eduarda IV. a nevlastní bratr královny Alžběty z Yorku. Byl posledním mužským potomkem královské dynastie Plantagenetů. Za vlády Tudorovců dosáhl vlivného postavení u dvora, díky spříznění s rodem Greyů získal titul vikomta Lisle, Zastával vysoké funkce ve státní správě a získal Podvazkový řád, v letech 1533–1540 byl guvernérem v Calais. V roce 1540 byl obviněn z velezrady a uvězněn v Toweru, kde zemřel.

## Životopis
Narodil se v Calais jako nemanželský syn krále Eduarda IV., o matce nejsou jasné zprávy. Dětství strávil u královského dvora svého otce, po svržení dynastie Yorků o něm nejsou žádné zprávy. Znovu se objevil až počátkem 16. století u dvora Jindřicha VII. (Jindřichova manželka Alžběta z Yorku byla Arthurovou nevlastní sestrou) a dokázal získat poměrně vlivné postavení. Sloužil u námořnictva a v letech 1520–1533 byl viceadmirálem Anglie, doprovázel Jindřicha VIII. na jeho cestách do zahraničí. V roce 1523 získal titul vikomta Lisle a stal se členem Sněmovny lordů (titul vikomta Lisle předtím užíval jeho tchán Edward Grey), byl též členem Tajné rady a v roce 1524 obdržel Podvazkový řád. V letech 1533–1540 byl guvernérm v Calais a správu města vedl zodpovědně, i když neměl příliš mnoho politických schopností. V letech 1539–1542 zastával zároveň funkci lorda strážce pěti přístavů.
V roce 1540 upadl do podezření, že chce Calais předat Francouzům, načež byl odvolán, zatčen a uvězněn. Jeho podíl na spiknutí se ale nepodařilo prokázat, takže po dvou letech byl propuštěn, zemřel ale na infarkt o dva dny později. Po jeho zatčení byla zabavena jeho korespondence z Calais z let 1533–1540 a měla sloužit jako průkazní materiál v soudním procesu. Soubor dopisů zahrnuje 3 000 listů adresovaných manželce, příbuzným a přátelům u dvora a dodnes jako kompletní celek uložen pod názvem Lisle Letters v Národním archivu. Z korespondence často čerpali a citovali historikové zabývající se érou Jindřicha VIII., ale jako kompletní soubor byla vydána až v roce 1981.
Byl dvakrát ženatý, jeho první manželkou byla Elizabeth Grey, baronka Lisle (1470–1526), vdova po popraveném ministru financí Edmundu Dudleyovi, podruhé se oženil s Honor Grenville (1493-1566). Z prvního manželství měl tři dcery.